# Saint-Paul-d'Izeaux
Pour les articles homonymes, voir Saint-Paul.
Saint-Paul-d'Izeaux est une commune française située dans le département de l'Isère en région Auvergne-Rhône-Alpes.
La commune, autrefois située dans la province du Dauphiné, appartient au canton de Bièvre. Elle est également adhérente à la communauté de communes de Bièvre Est, dont le siège est fixé dans la commune voisine de Saint-Étienne-de-Saint-Geoirs.
Ses habitants sont dénommés les Saint-Pautois.

## Géographie

### Localisation et situation
Le territoire de Saint-Paul-d'Izeaux se situe face à la plaine de la Bièvre-Valloire, sur les premiers reliefs de la partie orientale du plateau de Chambaran, dans la partie centrale du département de l'Isère, en région Auvergne-Rhône-Alpes.

### Géologie
Le territoire communal appartient géologiquement au plateau de Chambaran (ou Chambarans) est constitué d'une ossature en molasse miocène, recouverte en grande partie par un placage de terres argilo-limoneuses ou argilo-sableuses.

### Communes limitrophes
|      | Izeaux              | Beaucroissant |
| Plan | Saint-Paul-d'Izeaux | Tullins       |
|      | La Forteresse       |               |

### Climat
Pour des articles plus généraux, voir Climat d'Auvergne-Rhône-Alpes et Climat de l'Isère.
En 2010, le climat de la commune est de type climat océanique altéré, selon une étude du Centre national de la recherche scientifique s'appuyant sur une série de données couvrant la période 1971-2000. En 2020, Météo-France publie une typologie des climats de la France métropolitaine dans laquelle la commune est exposée à un climat de montagne ou de marges de montagne et est dans la région climatique  Alpes du nord, caractérisée par une pluviométrie annuelle de 1 200 à 1 500 mm, irrégulièrement répartie en été. 
Pour la période 1971-2000, la température annuelle moyenne est de 10,3 °C, avec une amplitude thermique annuelle de 17,5 °C. Le cumul annuel moyen de précipitations est de 1 213 mm, avec 10,8 jours de précipitations en janvier et 6,9 jours en juillet. Pour la période 1991-2020, la température moyenne annuelle observée sur la station météorologique de Météo-France la plus proche, « Grenoble-Saint-Geoirs », sur la commune de Saint-Étienne-de-Saint-Geoirs à 6 km à vol d'oiseau, est de 11,5 °C et le cumul annuel moyen de précipitations est de 915,1 mm,. Pour l'avenir, les paramètres climatiques de la commune estimés pour 2050 selon différents scénarios d'émission de gaz à effet de serre sont consultables sur un site dédié publié par Météo-France en novembre 2022.

### Hydrographie
Le territoire communal est traversé par le torrent de la Ravageuse, d'une longueur de huit kilomètres depuis les hauteurs de la colline de Parménie pour ensuite prendre la direction d'Izaeaux et de la plaine de la Bièvre ou elle rejoint la Coule.

### Voies de communication et transports
Le bourg central de Saint-Paul-d'Izeaux et ses principaux hameaux sont situés à l'écart des grandes voies de circulation. Le territoire communal n'est traversé que par trois routes départementales secondaires
- la RD73b qui relie le bourg à celui de La Forteresse;
- la RD73l qui relie le bourg d'Izeaux à celui de Tullins après avoir traversé le secteur de la Combe Bajoud et le col de Parménie;
- La RD73 qui relie les deux premières routes au niveau du hameau du Chambard.

## Urbanisme

### Typologie
Au 1er janvier 2024, Saint-Paul-d'Izeaux est catégorisée commune rurale à habitat dispersé, selon la nouvelle grille communale de densité à sept niveaux définie par l'Insee en 2022.
Elle est située hors unité urbaine. Par ailleurs la commune fait partie de l'aire d'attraction de Grenoble, dont elle est une commune de la couronne,. Cette aire, qui regroupe 204 communes, est catégorisée dans les aires de 700 000 habitants ou plus (hors Paris),.

### Occupation des sols
L'occupation des sols de la commune, telle qu'elle ressort de la base de données européenne d’occupation biophysique des sols Corine Land Cover (CLC), est marquée par l'importance des territoires agricoles (55,1 % en 2018), une proportion sensiblement équivalente à celle de 1990 (55,9 %). La répartition détaillée en 2018 est la suivante :
forêts (43,9 %), zones agricoles hétérogènes (29,3 %), prairies (20,1 %), cultures permanentes (5,7 %), zones urbanisées (1 %). L'évolution de l’occupation des sols de la commune et de ses infrastructures peut être observée sur les différentes représentations cartographiques du territoire : la carte de Cassini (XVIIIe siècle), la carte d'état-major (1820-1866) et les cartes ou photos aériennes de l'IGN pour la période actuelle (1950 à aujourd'hui).

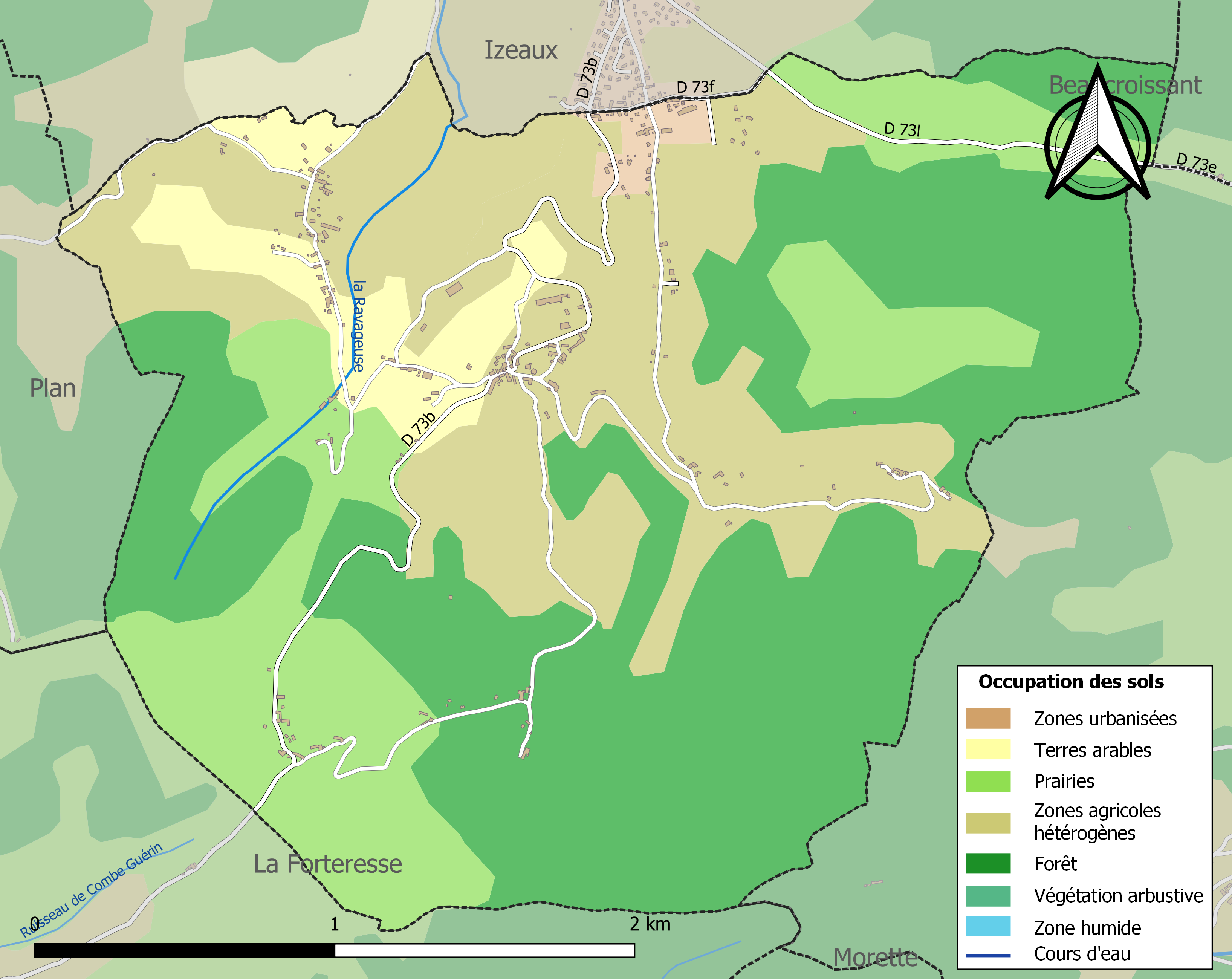
Carte des infrastructures et de l'occupation des sols de la commune en 2018 (CLC).

### Hameaux, lieux-dits et écarts
Voici, ci-dessous, la liste la plus complète possible des divers hameaux, quartiers et lieux-dits résidentiels urbains comme ruraux qui composent le territoire de Saint-Paul-d'Izeaux, présentés selon les références toponymiques fournies par le site géoportail de l'Institut géographique national.
| - la Tulerie - les Grands Champs - la Sablière - Pélisson - le Marron - les Franchises - Miseroud - Grande Combe | - le Chambard - la Pierre - Combe Bajoud - la Biquetière - la Combe - la Fontaine - les Balmes - le Clapier | - le Bessey - Les Biesses - le Jolland - le Get - Pied Pollon - l'Abbaye - le Camp de César (avec Plan) - Girin | - Le Faux - le Goulet - La Pelorie - la Tulière - Combe Lorit - Bois Bouchet - la Rigole - Monfoet |

### Risques naturels et technologiques majeurs

#### Risques sismiques
L'ensemble du territoire de la commune de Saint-Paul-d'Izeaux est situé en zone de sismicité no 3, comme la plupart des communes de son secteur géographique (plaine de Bièvre et plateau de Chambarans), mais non loin de la zone no 4 qui s'étend plus à l'est et vers le sud-est (Tullins et le Sud-Grésivaudan).
| Type de zone | Niveau            | Définitions (bâtiment à risque normal) |
| ------------ | ----------------- | -------------------------------------- |
| Zone 3       | Sismicité modérée | accélération = 1,1 m/s2                |

## Toponymie
Le nom de la commune se décompose en deux termes bien distincts et en partie liés à sa situation géographique :
- Saint-Paul

Ce nom fait référence à Paul de Tarse, dit Saint-Paul, apôtre du Christ, fondateur de plusieurs églises et auteur de nombreux textes dans le Nouveau Testament.
- Izeaux

Selon André Planck, auteur du livre L'origine du nom des communes du département de l'Isère, le nom d'Izeaux, lié à sa proximité de la commune voisine, signifie « La ville par où l'on entre dans la vallée de l'Isère » est liée au fait qu'elle a été choisie à l'époque romaine pour surveiller la voie romaine de la Bièvre. La colline de Parménie, située au sud de cette voie était, durant cette période, était le passage obligatoire pour se rendre à Cularo depuis ce secteur

## Histoire

### Préhistoire et Antiquité
Au début de l'Antiquité, le territoire des Allobroges s'étendait sur la plus grande partie des pays qui seront nommés plus tard la Sapaudia (ce « pays des sapins » deviendra la Savoie) et au nord de l'Isère.
Les Allobroges, comme bien d'autres peuples gaulois, sont une « confédération ». En fait, les Romains donnèrent, par commodité le nom d'Allobroges à l'ensemble des peuples gaulois vivant dans la civitate (cité) de Vienne, à l'ouest et au sud de la Sapaudia.
Une borne milliaire, peut-être de l'époque de l'empereur romain Constantin, est placée aujourd'hui à la base du bénitier de l'église paroissiale.

### Moyen Âge et Temps modernes
Aucune présence de maisons fortes ou châteaux du Moyen Âge est attestée sur la commune, cependant une importante abbaye est connue à partir du XIe siècle, nommée l'abbaye de Bonne Combe.

## Politique et administration

### Administration municipale
En 2014, le conseil municipal est composé de onze personnes (six hommes et cinq femmes).

### Liste des maires
| Période                                  | Période  | Identité             | Étiquette | Qualité              |
| ---------------------------------------- | -------- | -------------------- | --------- | -------------------- |
| mars 2001                                | 2020     | Maurice André-Poyaud | DVG       | Agriculteur retraité |
| 2020                                     | En cours | Patrick Chaumat      |           |                      |
| Les données manquantes sont à compléter. |          |                      |           |                      |

## Population et société

### Démographie
L'évolution du nombre d'habitants est connue à travers les recensements de la population effectués dans la commune depuis 1793. Pour les communes de moins de 10 000 habitants, une enquête de recensement portant sur toute la population est réalisée tous les cinq ans, les populations de référence des années intermédiaires étant quant à elles estimées par interpolation ou extrapolation. Pour la commune, le premier recensement exhaustif entrant dans le cadre du nouveau dispositif a été réalisé en 2007.

En 2022, la commune comptait 303 habitants, en évolution de +2,36 % par rapport à 2016 (Isère : +3,07 %, France hors Mayotte : +2,11 %).
| 1793 | 1800 | 1806 | 1821 | 1831 | 1836 | 1841 | 1846 | 1851 |
| ---- | ---- | ---- | ---- | ---- | ---- | ---- | ---- | ---- |
| 406  | 464  | 462  | 534  | 510  | 514  | 528  | 534  | 558  |

| 1856 | 1861 | 1866 | 1872 | 1876 | 1881 | 1886 | 1891 | 1896 |
| ---- | ---- | ---- | ---- | ---- | ---- | ---- | ---- | ---- |
| 529  | 530  | 548  | 534  | 519  | 487  | 493  | 452  | 407  |

| 1901 | 1906 | 1911 | 1921 | 1926 | 1931 | 1936 | 1946 | 1954 |
| ---- | ---- | ---- | ---- | ---- | ---- | ---- | ---- | ---- |
| 412  | 408  | 365  | 316  | 288  | 268  | 238  | 229  | 206  |

| 1962 | 1968 | 1975 | 1982 | 1990 | 1999 | 2006 | 2007 | 2012 |
| ---- | ---- | ---- | ---- | ---- | ---- | ---- | ---- | ---- |
| 196  | 190  | 156  | 212  | 248  | 295  | 317  | 320  | 303  |

| 2017 | 2022 | - | - | - | - | - | - | - |
| ---- | ---- | - | - | - | - | - | - | - |
| 295  | 303  | - | - | - | - | - | - | - |

### Enseignement
Située dans l'académie de Grenoble, la commune de Saint-Paul-d'Izeaux héberge une école école maternelle et élémentaire publique située dans le village.

### Médias
La commune est située sur l'aire de diffusion de radio Ici Isère, une radio publique qui émet sur tout le territoire du département de l'Isère.

## Économie
Saint-Paul d'Izeaux est une des communes d'un secteur de vignobles pouvant revendiquer le label IGP « Coteaux-du-grésivaudan », comme la plupart des communes de la moyenne vallée de l'Isère (Grésivaudan et cluse de Voreppe).

## Culture et patrimoine

### Lieux et monuments

#### Monuments religieux
L'abbaye de Bonnecombe est un ancien monastère cistercien fondé en 1150 et situé dans une combe. Dissoute durant la Révolution, les religieuses ont abandonné ce bâtiment, ensuite récupéré par la commune.
L'église de Saint-Paul-d'Izeaux, avec des fresques anciennes qui ont été restaurées, labellisée Patrimoine en Isère.

#### Les autres lieux
Ce village est à proximité du camp de César, vestige de l'époque gallo-romaine avec un gite et restaurant. L'école primaire de Saint-Paul-d'Izeaux sur la place également a vu son sol redessiné et son horloge soleil créée par l’artiste Jacques Roussel.
La fontaine de la place du village et son eau de source connue pour avoir désaltéré nombre de cyclistes, promeneurs, troupeaux de passages.

### Patrimoine naturel
« Le Geai » est une colline emblématique de ce village qui le surplombe avec un sentier.

### Patrimoine culinaire
La production agricole pour la consommation locale inclut le miel, l'huile de noix, les tomes fraiches, etc.

### Héraldique
|  | Saint-Paul-d'Izeaux possède des armoiries dont l'origine et le blasonnement exact ne sont pas disponibles. |